# Nils von Hofsten (1828–1912)
Nils Eberhard Hjalmar von Hofsten, född 13 september 1828 på Valåsens herrgård i Karlskoga församling, Örebro län, död 20 mars 1912 i Västra Gerums församling, Skaraborgs län, var en svensk godsägare och politiker.

## Biografi

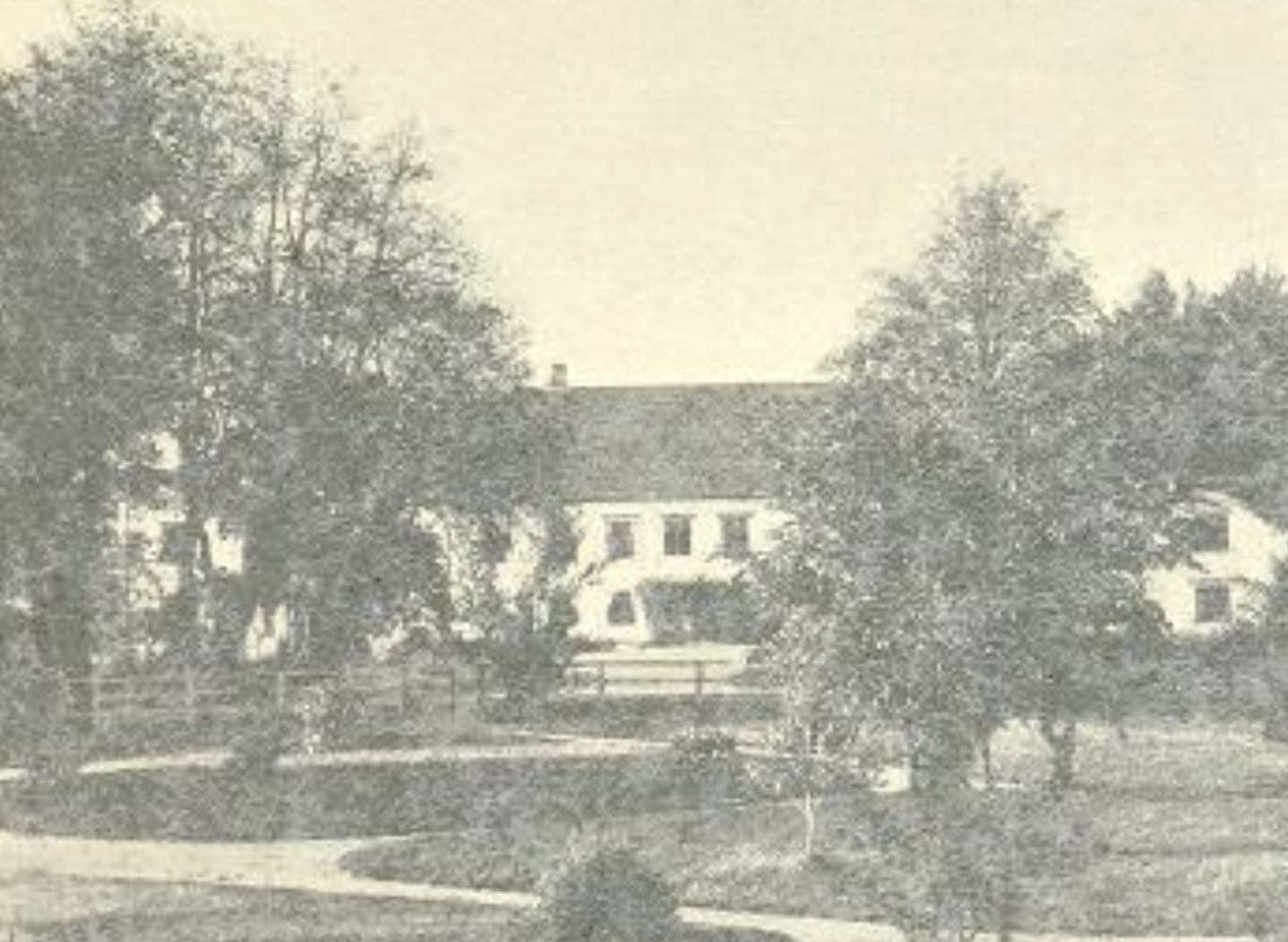
Nils von Hofsten föddes på Valåsens herrgård i Valåsen.

Nils von Hofsten var son till bergmästaren Erland von Hofsten och Johanna Fredrika Nordenfelt (1802–). Vidare var han sonson till brukspatronen Bengt von Hofsten.
von Hofsten var underlöjtnant vid Skaraborgs regemente 1849 och blev löjtnant 1855, men tog avsked ur det militära samma år. Han var från 1854 ledamot av Skaraborgs läns hushållningssällskaps förvaltningsutskott. Han var ägare till godset Kilagården i Skaraborgs län.
von Hofsten deltog vid ståndsriksdagarna 1865–1866 som ledamot av Ridderskapet och adeln. Han var ledamot av första kammaren 1867–1875, invald för Skaraborgs läns valkrets. Han var suppleant i bevillningsutskottet 1872 och 1873.
von Hofsten var gift med grevinnan Anna Fredrika Sparre af Söfdeborg.